# Myrocongridae
Myrocongridae é uma família de peixes actinopterígeos pertencentes à ordem Anguilliformes, subordem Anguilloidei.